# Mia Rose
Mia Rose, född 26 januari 1988 i Wimbledon Village, London, är artistnamnet för Maria Antónia Teixeira Rosa, en portugisisk-brittisk sångerska som blev känd genom webbplatsen Youtube. 
Med mer än 65 000 abonnenter i juli 2007, 87 000 abonnenter till 18 november 2007 och 146 000 abonnenter i september 2008, är det den fjärde mest bevakade musikern genom tiderna på Youtube. Hon har medverkat i tidningar som Rolling Stone, The Sun och The Age, samt radiostationer som BBC Radio podcast.
Mia Rose har varit modell för tidningen "Young Faces of London" (unga ansikten i London).

## Diskografi
Album
- 2017 – Tudo Para Dar

EP
- 2009 – What Would Christmas Be Like?

Sångar
- 2007 – "Hold Me Now"
- 2008 – "Hot Boy"
- 2009 – "Let Go"
- 2009 – "Falling For You"
- 2009 – "What Would Christmas Be Like?"
- 2010 – "Nada Vou Mudar"[4] (med Joe Jonas)
- 2012 – "Friends in Love"
- 2013 – "Keep Real"
- 2013 – "Para o Que Der e Vier"
- 2013 – "Tatuagem"
- 2013 – "Novo Rumo"
- 2013 – "Jogo de Sedução" (med Diogo Lagoa)
- 2014 – "O Acordo"
- 2014 – "I Love It"
- 2014 – "The Secrets in Silence" (med D.A.M.A)
- 2015 – "Take My Hand"
- 2015 – "Qualquer Coisa"
- 2016 – "Tudo Para Dar" (med Salvador Seixas)
- 2017 – "Sussurro" (med D.A.M.A)